# Cumbres Borrascosas (película de 2003)
Cumbres Borrascosas es una película estadounidense para televisión (y lanzada en DVD) de 2003 dirigida por Suri Krishnamma.

## Contenido
Heath, un muchacho que aspira a convertirse en estrella de la música, es acogido por una familia de clase alta que vive en una solitaria mansión llamada Las Cumbres. El chico atrae la atención de la hija de la familia, Cate, pero desata los celos de su hermano Hendrix. La cadena televisiva especializada en música MTV produce esta modernización de la inmortal novela de Emily Brontë, con banda sonora de música rock. Está protagonizada por prometedores actores como Mike Vogel, uno de los protagonistas de la versión moderna de La matanza de Texas.

## Versión DVD
- Distribuye en DVD: Paramount
- Público apropiado: Jóvenes
- Extras DVD: Formato 1.78:1. Inglés y español 2.0. surround.
- Contenidos: Acción 0, Amor 3, Lágrimas 2, Risas 1, Sexo 1, Violencia 0

- Datos: Q4150123